# Номофілак
Номофіла́к або магістрату́ра номофіла́ків (νομοφύλαξ — «страж закону») — система управління виборних чиновників, обов’язки яких були різноманітними у різних містах-державах грецького світу. Мали право накладати покарання, призначати послів тощо. Вони стежили за оформленням законів, поведінкою людей і посадових осіб і вимагали від них виконання законів 